# سیارک ۸۷۷۱
سیارک ۸۷۷۱ (به انگلیسی: 8771 Biarmicus، نامگذاری:3187T-2) هشت هزار و هفتصد و هفتاد و یکمین سیارک کشف شده‌است که در ۳۰ سپتامبر ۱۹۷۳ کشف شد.
قدر مطلق سیارک برابر ۱۴٫۴۰ است.